# Subarashii Sekai
Subarashii Sekai (Nhật: 素晴らしい世界 Hepburn: Subarashii Sekai Việt:Thế giới tuyệt vời) là một seinen manga Nhật Bản do Asano Inio viết và minh họa. Nó bao gồm các câu chuyện ngắn liên kết thoáng qua về những người trưởng thành trẻ tuổi trong xã hội Nhật Bản hiện đại và những quyết định cuộc sống của họ. Manga đã được đăng từng số trên Monthly Sunday Gene-X của Shogakukan từ năm 2002 đến 2004, và được cấp phép cho Viz Media tại Bắc Mỹ.

## Phát hành
Manga đã được đăng từng số trong tạp chí manga Nhật Bản Monthly Sunday Gene-X của Shogakukan từ tháng 6 năm 2002 đến tháng 4 năm 2004. Shogakukan đã tổng hợp 19 chương thành hai tập từ ngày 19 tháng 5 năm 2003 đến ngày 19 tháng 5 năm 2004. Shogakukan cũng đã gộp manga vào trong một tuyển tập các tác phẩm nguyên bản của Asano vào năm 2010. Loạt manga đã được cấp phép tại Bắc Mỹ cho Viz Media vào tháng 2 năm 2009, với hai tập được xuất bản vào ngày 20 tháng 10 năm 2009. Manga cũng đã được xuất bản tại Pháp bởi Kana, tại Đức bởi Egmont Manga & Anime và Tokyopop Germany (phát hành lại), tại Đài Loan bởi Taiwan Tohan. Asano đã viết một hậu truyện cho câu chuyện thứ 11 "After the Rain" trong số phát hành tháng 8 năm 2008 của Monthly Sunday Gene-X có tựa đề "What a Wonderful World", hậu truyện cũng đã được tuyển tập trong Before Dawn and the End of the World [Trước buổi bình minh và Kết thúc của thế giới].

## Đón nhận
Các nhà phê bình đã khen ngợi nét vẽ và cách viết của Asano Inio, nhưng cũng lưu ý về những hạn chế của hình thức truyện ngắn để phát triển nhân vật cũng như việc lạm dụng các trope về nhân vật của Asano. Garrity Shaenon của About.com đã gọi nó là tác phẩm đầu tay tuyệt vời với nét vẽ và cách viết rất tốt, dẫu rằng không tốt bằng các tác phẩm sau này và ngây ngô trong một số câu chuyện. Aoki Deb gọi manga là "bí ẩn, hài hước, ma thuật và bi kịch trong cùng một lúc", và viết thêm "nó gợi nhắc chúng ta rằng cuộc sống có thể là cuộc phiêu lưu vĩ đại nhất trong tất cả". Goodman Grant của PopCultureShock đã gọi manga độc đáo và kiên quyết, nhưng cảm thấy rằng một nửa số chương không đáng nhớ cũng như chủ đề "những kẻ thua cuộc trong cuộc sống" khiến những câu chuyện mang cảm giác lặp lại và dễ đoán trước. Santos Carlo của Anime News Network khen ngợi các câu chuyện có đôi chút siêu thực cũng như các bản vẽ bằng bút của Asano, nhưng không thích khía cạnh "woe-is-me" [ôi khổ tôi chưa] trong các câu chuyện. Welsh David của The Comics Reporter không thích cách dùng các trope quá trớn trong các câu chuyện, nhưng khen ngợi thiết kế các nhân vật nhìn giống đời thực và cách bố trí trang, khám phá các câu chuyện "tinh tế và ấn tượng, nhưng không quá nấn ná trong tâm trí". Carlson Johanna của Comics Worth Reading tìm thấy những đặc điểm của tuyến nhân vật gây khó chịu, nhưng nét vẽ chi tiết và biểu cảm đã tạo nền móng cho câu chuyện và làm nó đáng tin hơn. Douresseaux Leroy của ComicBookBin ca ngợi tài năng Asano Inio khi miêu tả lại những vật lộn của người trẻ trong tập đầu tiên, nhưng cảm thấy điều đó đã bị giảm xuống bởi số lượng lớn các nhân vật. Ông gọi khả năng "cân bằng và đối chiếu cùng sự tương phản về những điều được ca ngợi cũng như những điều lố bịch trong cuộc sống" là phần hấp dẫn nhất trong tập thứ hai. Publishers Weekly nhận thấy nội tâm các nhân vật của Asano Inio "dễ bị buồn chán" nhưng không nhiều như ở Solanin, với những câu chuyện ngắn hơn cũng làm cho các nhân vật được thông cảm hơn, đồng thời gọi nét vẽ và cách kể chuyện lôi cuốn. Sparrow Al của IGN ghi nhận chủ đề 'tồn tại' bên trong các câu chuyện, nhận xét rằng Asano Inio miêu tả tuổi trẻ thông qua một ống kính chưa lọc. McElhatton Greg của Read About Comics nhận thấy các câu chuyện khác nhau về chất lượng, nhưng đã gọi cuốn manga có sức quyến rũ và miêu tả nét vẽ như là một "sự sáng tạo đẹp đẽ  tinh tế".